# دختره رو ول کن
«دختره رو ول کن» (به انگلیسی: Drop That Kitty) ترانه‌ای از خوانندهٔ آمریکایی تای دولا ساین به‌همراه چارلی ایکس‌سی‌ایکس و تیناشی می‌باشد.